# Ian Curtis
Ian Kevin Curtis (Stretford, 15 luglio 1956 – Macclesfield, 18 maggio 1980) è stato un cantautore britannico, paroliere del gruppo musicale Joy Division, di cui nel 1977 a Manchester fu anche uno dei fondatori.

## Biografia
Curtis nacque il 15 luglio 1956 a Stretford, un sobborgo di Manchester, ma crebbe a Macclesfield. Durante la giovinezza era affascinato dalle opere decadenti dei poeti romantici ottocenteschi e da personaggi della musica rock come Jim Morrison, David Bowie e i Sex Pistols, ma in generale dalla musica punk. Curtis era inoltre un ottimo studente, appassionato soprattutto di storia, tanto che all'età di undici anni vinse una borsa di studio iscrivendosi alla King's School di Macclesfield. Ciononostante non fu un allievo particolarmente studioso e, dopo aver lasciato la scuola, si dedicò all'arte, alla letteratura e alla musica, mentre nel frattempo svolse vari lavori come membro del servizio civile di Macclesfield e di Manchester.
Sofferente di epilessia fotosensibile, negli ultimi anni di vita la sua malattia era diventata per lui un peso insostenibile e fu per questo che intorno ai vent'anni iniziò a soffrire anche di depressione cronica. Si sposò nella St Thomas' Church di Henbury con la sua ex compagna di scuola Deborah Woodruff, detta Debbie, il 23 agosto 1975: lui aveva diciannove anni, mentre lei diciotto. 
Nel 1977 Curtis entrò nel gruppo che lo rese famoso, i Joy Division (all'epoca ancora noti come Warsaw), fondato da Bernard Sumner (chitarra e tastiere), Peter Hook (basso) e Stephen Morris (batteria e percussioni). Dopo aver pubblicato nello stesso anno l'EP An Ideal for Living, il gruppo cominciò ad avere una certa notorietà e nel 1979 pubblicò l'album di esordio, Unknown Pleasures, che ottenne ottime critiche.
Nathalie Curtis, unica figlia della coppia e futura fotografa, nacque il 16 aprile 1979; l'anno seguente, dopo una serie di concerti in Europa, il gruppo registrò quello che sarebbe diventato il loro ultimo album, Closer. Nel frattempo il matrimonio di Curtis con sua moglie era entrato in crisi: scoperta la relazione del marito con la giornalista belga Annik Honoré, Deborah Woodruff chiese il divorzio.

### Morte
Alla vigilia della prima tournée negli Stati Uniti dei Joy Division, Curtis morì suicida il 18 maggio 1980, impiccandosi a una rastrelliera nella cucina della propria casa situata al numero 77 di Barton Street a Macclesfield. Lasciò la moglie Deborah, dalla quale si era ormai separato, e la figlia Nathalie. Secondo il film biografico Control, diretto da Anton Corbijn, prima di compiere il gesto che mise fine alla sua vita Curtis guardò il film La ballata di Stroszek di Werner Herzog e ascoltò l'album The Idiot di Iggy Pop.
Il corpo di Curtis fu cremato e le sue ceneri tumulate a Macclesfield. Sulla lapide è riportato il suo verso più famoso: Love Will Tear Us Apart (L'amore ci farà a pezzi). Nel luglio 2008 la lapide venne trafugata dal cimitero di Macclesfield, venendo poi rimpiazzata da una nuova.

### New Order
Dopo la morte di Curtis e la pubblicazione postuma del secondo album del gruppo, Closer, i restanti componenti decisero di sciogliere la band e continuare l'attività musicale dando vita a un nuovo gruppo, i New Order. Come da accordo tra i membri dei Joy Division, tale nome sarebbe stato scelto nel caso in cui qualche componente avesse abbandonato la formazione.

## Eredità culturale

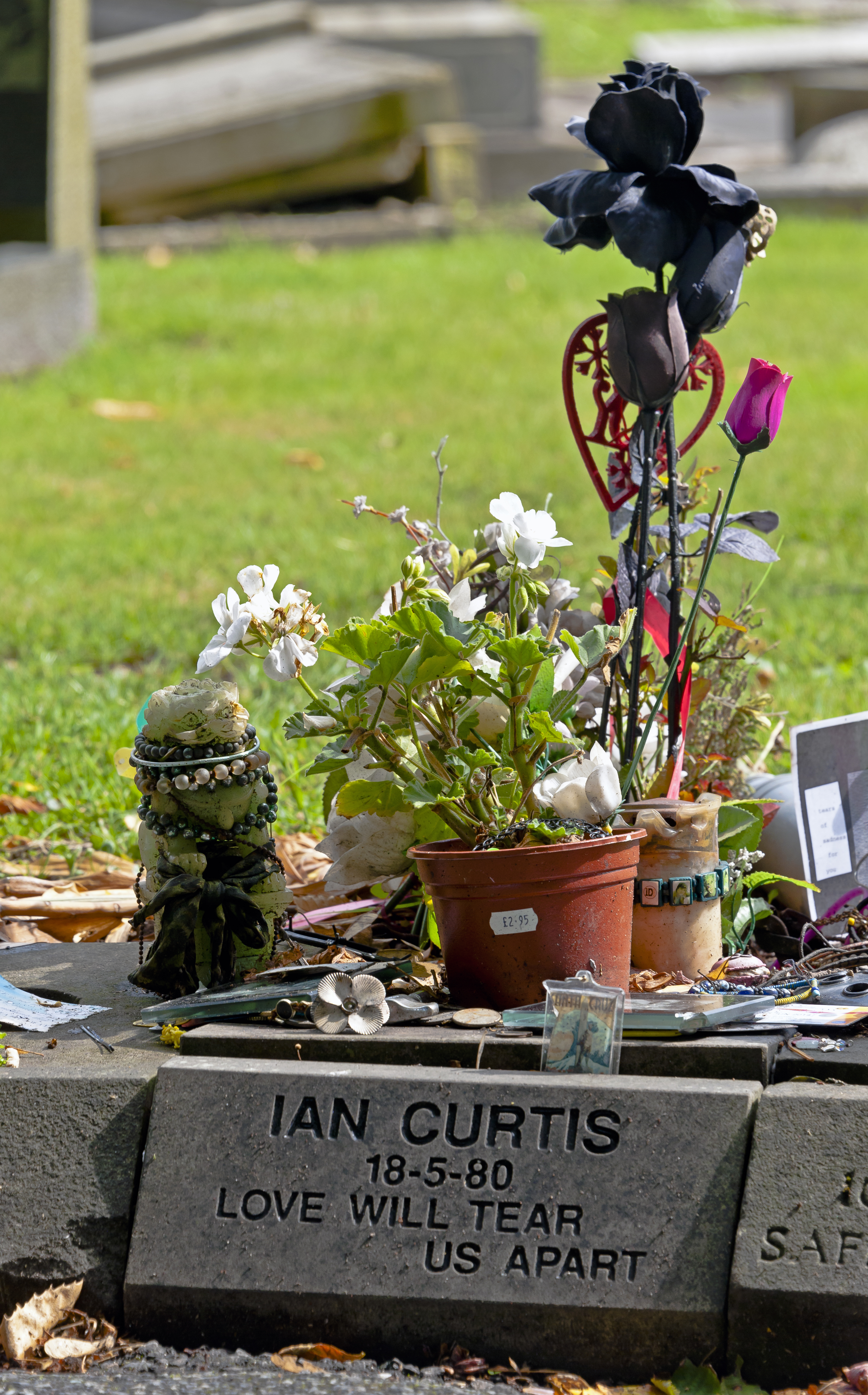
La tomba dove vennero depositate le ceneri di Curtis

Enorme è stata l'influenza dei Joy Division nella cultura giovanile degli anni ottanta e novanta: di conseguenza Ian Curtis diventò ben presto un personaggio di culto.
Gli U2 dedicarono a Curtis la canzone A Day Without Me dal loro primo album Boy, che venne pubblicato di lì a pochi mesi, esattamente il 20 ottobre 1980, mentre i Cure dedicarono al cantante suicida il primo brano del loro terzo album Faith il cui titolo è The Holy Hour. Il gruppo musicale punk Alkaline Trio gli ha dedicato Help Me, tratta dall'album Agony and Irony del 2008. Vini Reilly (The Durutti Column) dedicò a Ian la canzone Missing boy. La band Psychic TV di Genesis P-Orridge, amico di Ian, gli dedicò il brano I.C. Water. Adrian Borland, leader della band new wave The Sound, nell'album From the Lions Mouth scrisse per Ian la struggente Silent air.
Nel 2002 Michael Winterbottom diresse il film 24 Hour Party People, in cui racconta la storia della Factory Records, la casa discografica dei Joy Division, passando per la morte di Ian e la trasformazione nel nuovo gruppo New Order. Nel 2007 la storia di Curtis è stata portata al cinema dal regista e fotografo olandese Anton Corbijn nel suo film d'esordio Control, presentato nella sezione Quinzaine des Réalisateurs, al Festival di Cannes.
Nella prima stesura del fumetto Il Corvo, l'autore James O'Barr aveva preso in considerazione (rinunciandovi successivamente per difficoltà di realizzazione) di intitolare ogni capitolo con il titolo di una canzone dei Joy Division, in onore di Ian Curtis, al quale fu dedicato il primo numero uscito sul finire degli anni ottanta.
 
Nella colonna sonora della prima trasposizione cinematografica, quella con Brandon Lee, è presente il brano Dead Souls nella cover dei Nine Inch Nails.